# Josh Pate
Josh Pate (né Joshua Warren le 15 janvier 1970, est un scénariste, réalisateur et producteur de télévision américain. Il a écrit The Grave (en), Le Suspect idéal et The Take. Il est également le cocréateur de Good Versus Evil et Surface.

## Jeunesse
Josh Pate naît le 15 janvier 1970 en Caroline du Nord. Il est le frère jumeau de Jonas Pate.
En 1992, Pate obtient un baccalauréat universitaire de lettres en anglais de l'Université de Caroline du Nord à Chapel Hill.

## Carrière
En 1996, Pate commence sa carrière comme scénariste et travaille avec son frère sur le thriller The Grave (en),. Le film reçoit plusieurs critiques positives après avoir été diffusé au Festival du film de Sundance. L'année suivante, les frères travaillent sur Le Suspect idéal.
The Pate brothers créent par la suite l'émission de télévision de fantasy/action Good Versus Evil (1999),. Par la suite, Josh Pate réalise deux épisodes de Fastlane (2002-2003),, puis, de 2003 à 2004, il est coproducteur exécutif de L.A. Dragnet (en), dont il écrit également deux épisodes,.
En 2005, il est cocréateur de la série de science-fiction Surface, diffusée jusqu'en 2006,,. Lors de cette période, il réalise le clip de la chanson Please de Chris Isaak et un épisode de Friday Night Lights. 
Josh Pate coécrit par la suite le scénario de The Take (2007),. De 2007 à 2008, il est consultant producteur pour la série de romance paranormale Moonlight,,,.
En 2012, il est producteur exécutif de la comédie/fantasy Blanche-Neige,. Il est par la suite engagé avec son frère pour scénariser le film indépendant Way Down South,.
En 2020,il réalise,avec son frère Jonas Pate, la série Outer Banks.Elle est notamment diffusée sur Netflix.

## Filmographie
| année | titre            | crédits    | crédits     | crédits    |
| année | titre            | scénariste | réalisateur | producteur |
| ----- | ---------------- | ---------- | ----------- | ---------- |
| 1996  | The Grave (en)   | Oui        |             |            |
| 1997  | Le Suspect idéal | Oui        | Oui         |            |
| 2007  | The Take         | Oui        |             |            |
| 2012  | Blanche-Neige    |            |             | Oui        |
| 2013  | Way Down South   | Oui        |             |            |

| année     | titre               | crédits    | crédits     | crédits    | notes |
| année     | titre               | scénariste | réalisateur | producteur | notes |
| --------- | ------------------- | ---------- | ----------- | ---------- | --- |
| 1999-2000 | Good Versus Evil    | Oui        | Oui         | Oui        | cocréateur épisodes écrits et réalisés Orange Volvo Men Are from Mars, Women Are Evil Buried Airplane Underworld 1 épisode comme producteur exécutif. |
| 2002-2003 | Fastlane            |            | Oui         |            | épisodes réalisés : Things Done Changed Popdukes |
| 2003-2004 | L.A. Dragnet        | Oui        |             | Oui        | épisodes écrits : 17 in 6 Frame of Mind 10 épisodes comme coproducteur exécutif.                                                                      |
| 2005-2006 | Surface             | Oui        | Oui         | Oui        | cocréateur 15 épisodes écrits épisode réalisé : Episode 1.1 15 épisodes comme producteur exécutif.                                                    |
| 2006      | Friday Night Lights |            | Oui         |            | épisode réalisé : Full Hearts |
| 2007-2008 | Moonlight           | Oui        |             | Oui        | épisodes écrits : The Ringer Love Lasts Forever 12 épisodes comme consultant producteur.                                                              |
| 2020      | Outer Banks         | Oui        |             | Oui        | |

| année | titre                    | crédits    | crédits     | crédits    | notes  |
| année | titre                    | scénariste | réalisateur | producteur | notes  |
| ----- | ------------------------ | ---------- | ----------- | ---------- | ------ |
| 2006  | Best of Chris Isaak (en) |            | Oui         |            | Please |

## Distinctions
| année | prix                                        | catégorie            | titre                                      | résultat |
| ----- | ------------------------------------------- | -------------------- | ------------------------------------------ | -------- |
| 1997  | Festival international du film de Stockholm | meilleur scénario    | Le Suspect idéal (partagé avec Jonas Pate) | Lauréat  |
| 1998  | Festival du film policier de Cognac         | prix spécial du jury | Le Suspect idéal (partagé avec Jonas Pate) | Lauréat  |